# 奧斯曼之劍

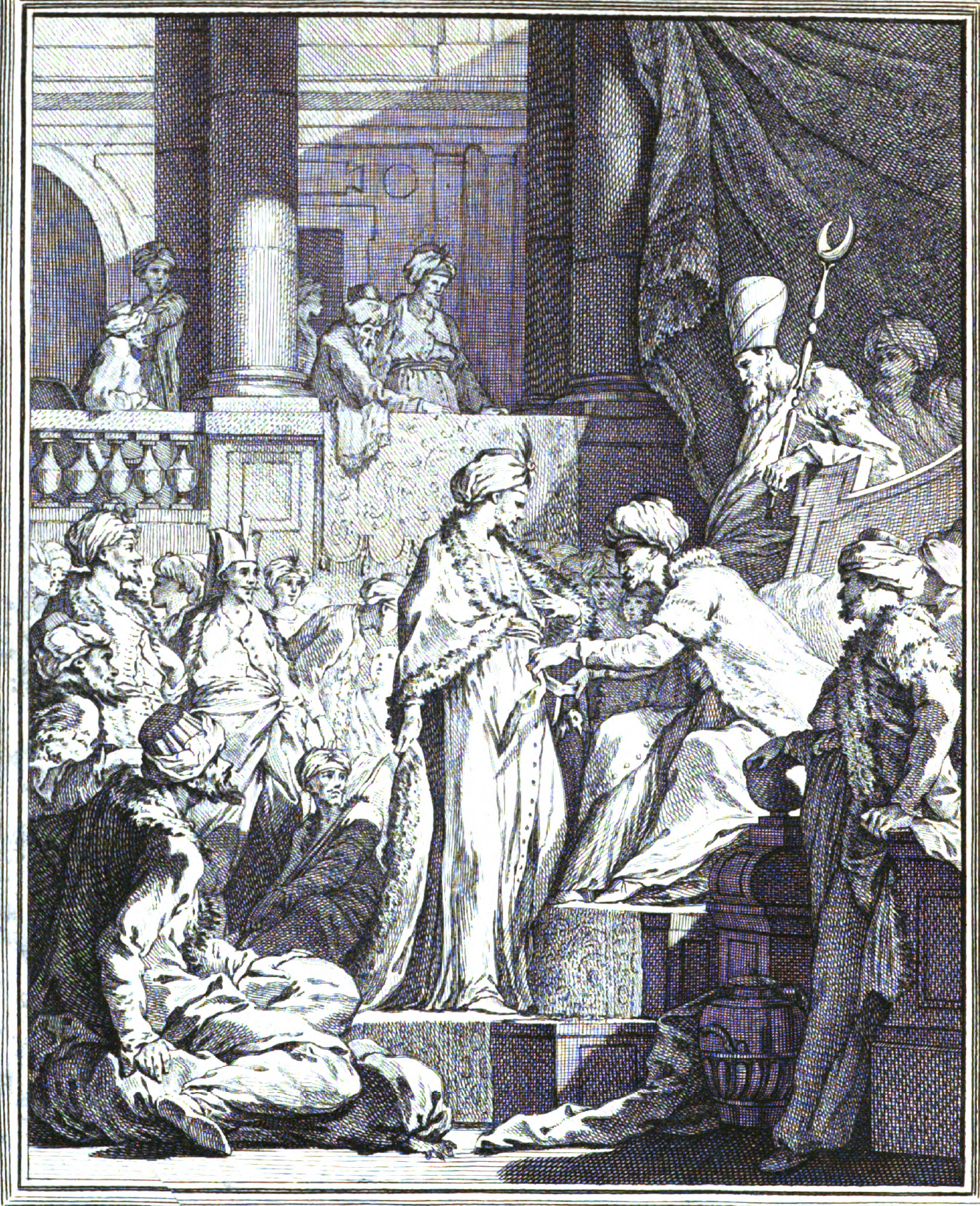
西方作家想像中的奧斯曼之劍加冕儀式，繪於1747年

奧斯曼之劍是鄂圖曼帝國歷代蘇丹在加冕典禮時所需佩戴的一把國家之劍（土耳其語：Kılıç alayı），這把劍是以鄂圖曼帝國的創立者奧斯曼一世的名字所命名的。
佩戴奧斯曼之劍是極為重要的即位儀式，大多於新任蘇丹取得皇位的兩個星期內舉行。奧斯曼之劍的起源最早來自奧斯曼一世的導師及岳父謝赫·艾德巴利幫他佩戴上這把伊斯蘭之劍後，從這時開始，往後的歷任蘇丹皆延續這項授劍的即位儀式。授劍的典禮於埃于普區的埃于普蘇丹清真寺內舉行，儘管從首都伊斯坦堡的托普卡匹皇宮（蘇丹居住的宮殿）由陸路前往在埃于普區的路程很短，不過依據傳統，蘇丹仍會經由水路乘船越過金角湾前往埃于普區。埃于普蘇丹清真寺是征服者穆罕默德在攻下君士坦丁堡後所建造的，用以紀念遠在七世紀穆斯林第一次圍攻君士坦丁堡時陣亡的阿布·埃于普·安薩里（埃于普是先知穆罕默德最親密與忠實的夥伴之一）。由於埃于普的特殊地位，舉行佩戴奧斯曼之劍的地點埃于普蘇丹清真寺被視為神聖的聖域，除此之外，這項典禮同時也有將新任蘇丹與他十三世紀的先祖以及先知穆罕默德聯繫起來的意涵。
奧斯曼之劍也是蘇丹的信物，這把劍象徵著：新任的鄂圖曼帝國蘇丹亦是一名手持戰劍的戰士。奧斯曼之劍在登基典禮中由一名來自梅夫拉維教團的托缽僧－科尼亞的谢里夫（Sharif of Konya）負責佩戴在新蘇丹的身上，這項傳統可追溯至1299年奧斯曼一世尚居住於科尼亞的時期，儘管日後鄂圖曼帝國將首都搬遷至布尔萨與伊斯坦堡，但科尼亞的蘇菲派教徒依舊保留了這項幫新任蘇丹授劍的特權。
直到十九世紀晚期，非穆斯林仍被禁止進入埃于普蘇丹清真寺觀看加冕儀式的過程。第一位放棄這項傳統的蘇丹是穆罕默德五世。穆罕默德五世的即位典禮於1909年5月10日舉行，並且首次向不同信仰的人開放，所有鄂圖曼帝國的宗教團體代表皆參加了這次的加冕儀式，其中包括謝赫伊斯蘭、君士坦丁堡普世牧首、哈克哈姆·巴希（居住於鄂圖曼帝國內的犹太人首席拉比）和亚美尼亚使徒教会的牧首。也因為非穆斯林被允許觀看這次的配劍儀式，使紐約時報得以對這次加冕典禮寫出一份非常詳細的紀錄。穆罕默德五世的弟弟與繼任者穆罕默德六世則更進一步允許拍攝他的即位儀式。由於穆罕默德六世是最後一任統治鄂圖曼帝國的蘇丹，這次拍攝也成為有史以來唯一一部有關鄂圖曼蘇丹即位的影片。

## 圖集

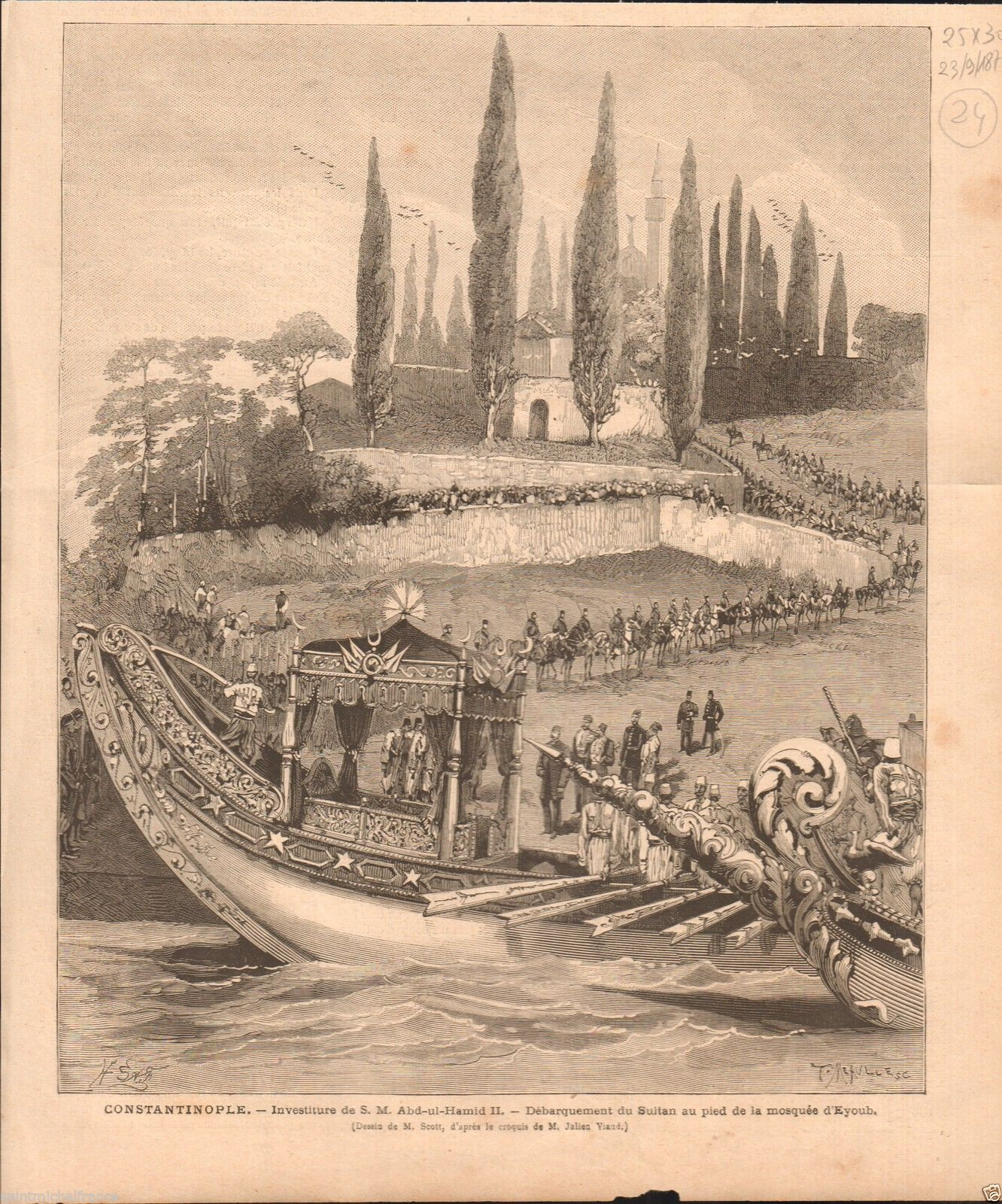
阿卜杜勒-哈米德二世乘船前往埃于普，準備進行佩戴奧斯曼之劍的典禮，1876年
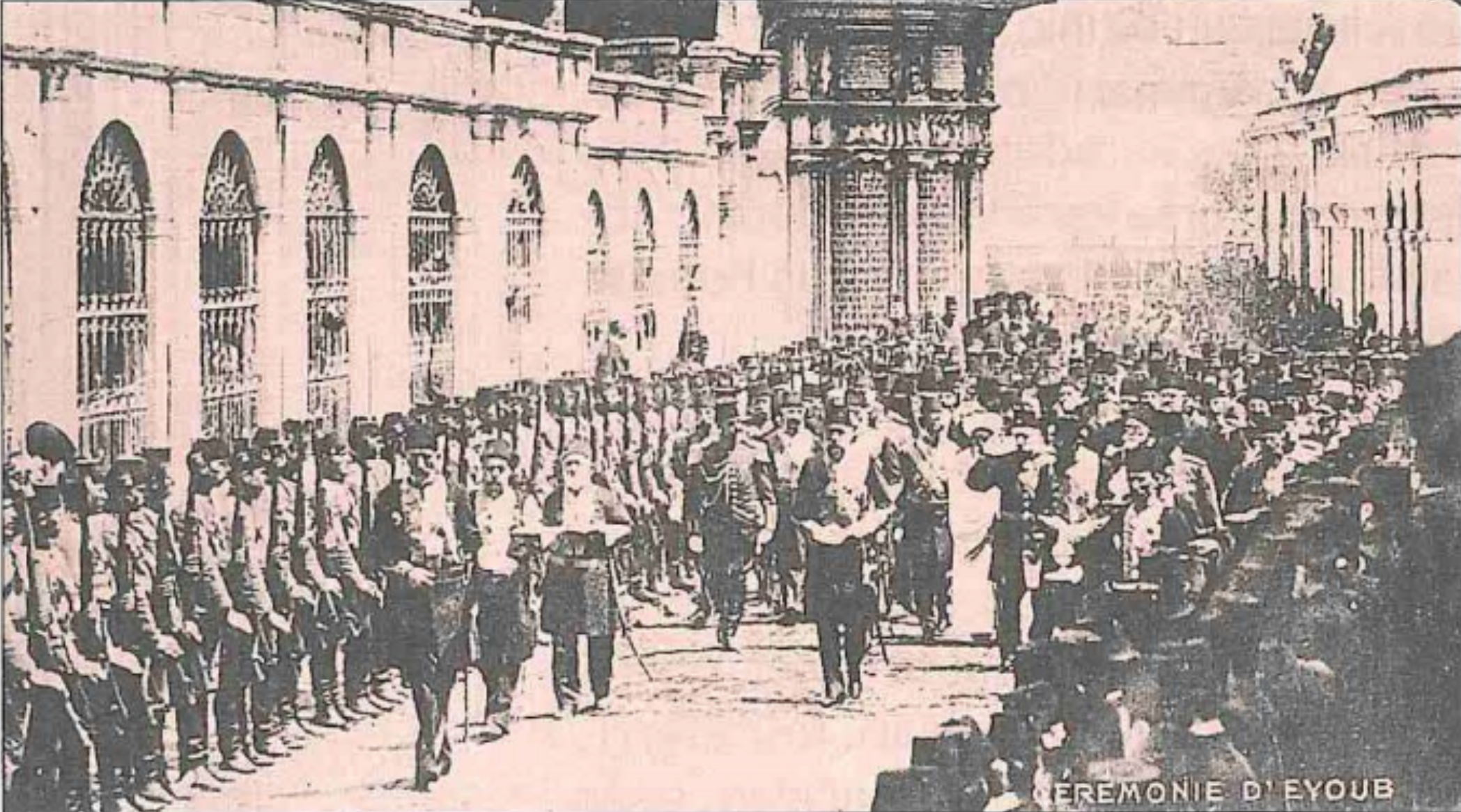
穆罕默德五世於舉行授劍儀式前的遊行隊伍，1909年